# یاکساتوو
یاکساتوو (به لاتین: Yaksatovo) یک منطقهٔ مسکونی در روسیه است که در استان آستراخان واقع شده‌است.